# San José de las Lajas
San José de las Lajas est une ville et une municipalité de Cuba dans la province de Mayabeque dont elle est la capitale.

## Géographie

### Situation
San José de las Lajas se trouve dans la partie occidentale de l'île de Cuba, dans l'ouest de la province de Mayabeque, 
à 31 km sud-est de La Havane.

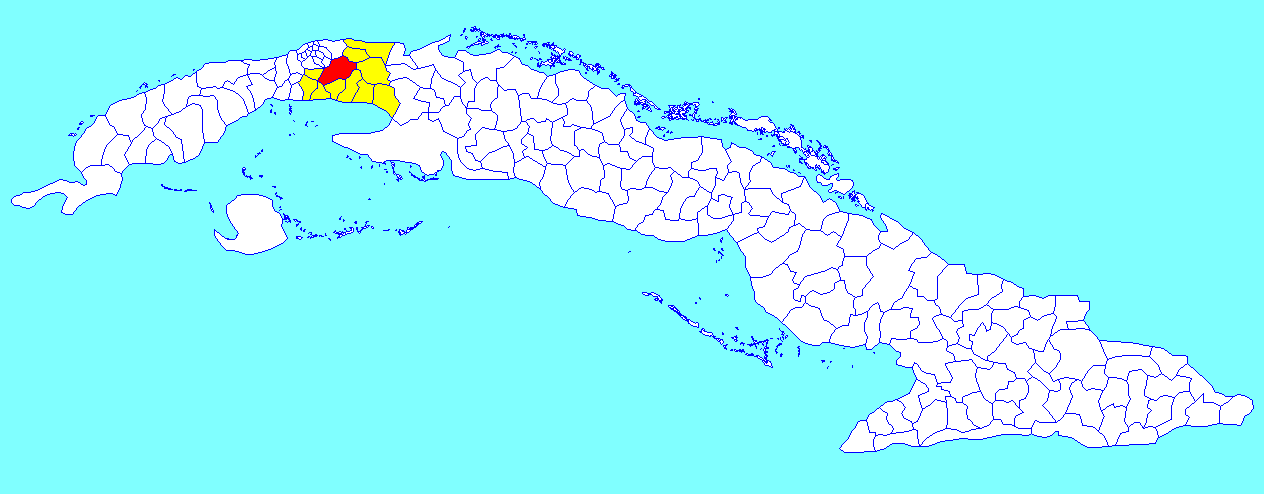
Municipalité de San José de las Lajas dans la province de Mayabeque

### Divisions administratives
Batabanó a six consejos populares :
- Sur
- Norte
- Tapaste
- Jamaica
- Zaragoza
- San Antonio de las Vegas

## Population
En 2022, la population était estimée à 81 261 habitants ; pour une surface de 593,7 km2, la densité de population est de 136,9 habitants/km².

## Personnalités nées à San José de las Lajas
- José Tapia, entraîneur de football, né en 1905
- Carmen Valdés, athlète, née en 1954
- Juan Díaz, joueur de baseball, né en 1974
- Yunier Pérez, athlète, né en 1985